# HMS Polyphemus (1881)

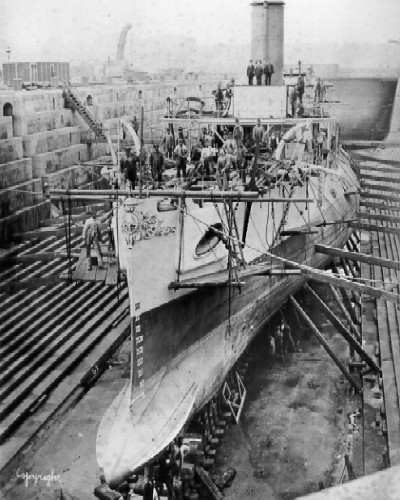
"Поліфемус" у сухому доці.

Третій корабель з іменем HMS Polyphemus був торпедним тараном Королівського флоту, який служив з 1881 по 1903 рік. Швидкий, низькопрофільний корабель з невеликою осадкою, він був спроєктований для проникнення у ворожі гавані на високій швидкості та затоплення кораблів на якірній стоянці   Спроектований Натаніелем Барнабі насамперед як броньований міноносець, власне таран був переважно допоміжним озброєнням.  
Висловлюється припущення  що вигаданий Х. М. Уеллсом HMS Thunder Child з його роману «Війна світів», можливо, базувався на цьому кораблі, частково тому, що він описав «Thunder Child» як броненосний торпедний таран, а «Поліфем» був єдиним кораблем цього типу, яким володів Королівський флот.

## Історія створення
«Поліфемус» був замовлений 5 лютого 1878 року. 21 вересня того ж року був закладений на верфі Chatham Dockyard. Спущений на воду 15 червня 1881 року, вступив у стрій у вересні 1882 року.
30 грудня 1881 року замовлений однотипний корабель, але 10 листопада 1882 року замовлення було скасоване. Таким чином, другий корабель не був закладений та не отримав назви.
6 березня 1885 року був змовлений ще один однотипний корабель, який  отримав назву «HMS Adventure», але 12 серпня того ж року і це замовлення було скасоване.

## Конструкція

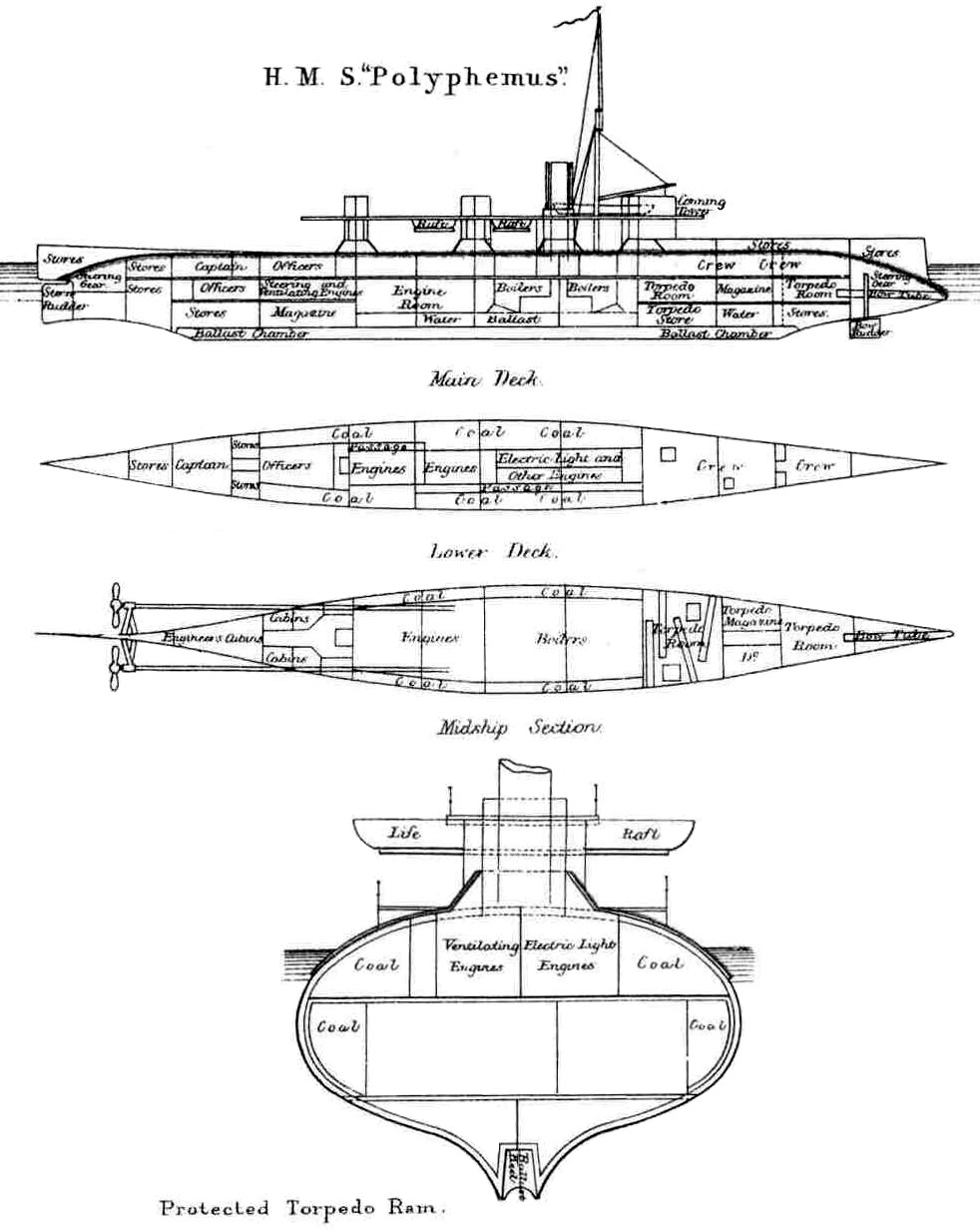
Схема Поліфемуса, з Brasseys Naval Annual 1888